# Mengsong Xiang
Mengsong Xiang (kinesiska: 勐宋, 勐宋乡) är en socken i Kina. Den ligger i provinsen Yunnan, i den sydvästra delen av landet, omkring 400 kilometer sydväst om provinshuvudstaden Kunming. Antalet invånare är 23 015. Befolkningen består av 10 915 kvinnor och 12 100 män. Barn under 15 år utgör 19,0 %, vuxna 15-64 år 72 %, och äldre över 65 år 7,0 %.
Genomsnittlig årsnederbörd är 1 660 millimeter. Den regnigaste månaden är juli, med i genomsnitt 421 mm nederbörd, och den torraste är februari, med 12 mm nederbörd.